# Cournon
Cournon en idioma francés y oficialmente, Kornon en bretón,  es una localidad y comuna francesa en la región administrativa de Bretaña, en el departamento de Morbihan. 

## Lugares de interés
- Dolmen des tablettes, un Dolmen de cerca de 7 m de longitud.

## Demografía
| 436 | 472 | 469 | 505 | 521 | 632 |
| Para los censos de 1962 a 1999 la población legal corresponde a la población sin duplicidades (Fuente: INSEE [Consultar]) |     |     |     |     |     |